# Ciriade (demo)
Ceriade (in greco antico: Κειριάδαι?, Keiriádai) era il nome di un demo dell'Attica, collocato fuori dalle mura di Atene, a ovest della collina delle Ninfe e della Pnice. Corrisponde all'attuale Ano Petralona.
A Ceriade si trovava il "baratro" (in greco antico: βάραθρον?, bárathron), una gola in cui venivano gettati i criminali condannati a morte.